# Хэй-Драммонд, Джордж, 12-й граф Кинньюл
Джордж Хэй-Драммонд, 12-й граф Кинньюл (англ. George Hay-Drummond, 12th Earl of Kinnoull; 16 июля 1827 — 30 января 1897) — шотландский пэр и игрок в крикет. С 1827 по 1866 год он был известен под титулом учтивости — виконт Дапплин.

## Биография
Родился 16 июля 1827 года. Старший сын Томаса Роберта Хэя-Драммонда, 11-го графа Кинньюла (1785—1866), и Луизы Бертон Роули (? — 1885), дочери сэра Чарльза Роули, 1-го баронета (1770—1845), и Элизабет Кинг.
20 июля 1848 года Джордж Хэй-Драммонд женился на леди Эмили Бланш Шарлотте Сомерсет (26 января 1828 — 27 января 1895), дочери Генри Сомерсета, 7-го герцога Бофорта (1792—1853), и Эмили Фрэнсис (урожденной Смит). Она умерла от бронхита 27 января 1895 года в отеле «Беркли», Пикадилли, Лондон, и была похоронена в Дапплине. Сам граф Кинньюл скончался 30 января 1897 года в возрасте 69 лет в бунгало, Торки, Девон. Он был похоронен днем в субботу, 6 февраля 1897 года, на небольшом частном семейном кладбище в садах замка Дапплин.
Он служил мировым судьей и заместителем лейтенанта Пертшира.
У графа и графини было восемь детей:
- Джордж Роберт Хэй, виконт Дапплин (27 мая 1849 — 10 марта 1886), в 1871 году женился на Агнес Сесил Эммелин Дафф (1852—1925), дочери Джеймса Даффа, 5-го графа Файфа, и Агнес Дафф, графиня Файф, которая умерла при родах. У них была одна дочь:
  - Агнес Бланш Мари Хэй (6 декабря 1873 — 13 декабря 1938)
- Леди Констанс Бланш Луиза Хэй (род. 15 августа 1851 года), с 1880 года замужем за игроком в крикет Уолтером Хэдоу (? — 1898)
- Фрэнсис Джордж Хэй (29 мая 1853 — 11 сентября 1884), холост
- Арчибальд Хэй, 13-й граф Кинньюл (20 июня 1855 — 7 февраля 1916), преемник отца
- Алистер Джордж Хэй (18 апреля 1861 — 15 апреля 1929), в 1890 году женился на Дагмар Камилле Вайолет Гревилл (? — 1938), дочери Элджернона Гревилла, 2-го барона Гревилла
- Клод Джордж Драммонд Хэй (24 июня 1862 — 24 октября 1920), политик, холост
- Леди Мюриэль Генриетта Констанс Хэй (14 августа 1863 — 2 января 1927), с 1890 года замужем за графом Александром Мюнстером (1858—1922)
- Леди Селия Эванджелина Констанс Хэй (9 июня 1857 — 18 мая 1868).

## Титулатура
- 12-й граф Кинньюл (с 18 февраля 1866)
- 12-й виконт Дапплин (с 18 февраля 1866)
- 12-й лорд Хэй из Кинфаунса (с 18 февраля 1866)
- 5-й барон Хэй из Пидвардайна (с 18 февраля 1866)
- 6-й виконт Дапплин (с 18 февраля 1866).